# Gelbes Mönchskraut
Gelbes Mönchskraut (Nonea lutea) ist eine Pflanzenart aus der Gattung der Mönchskräuter (Nonea) innerhalb der Familie der Raublattgewächse (Boraginaceae).

## Beschreibung

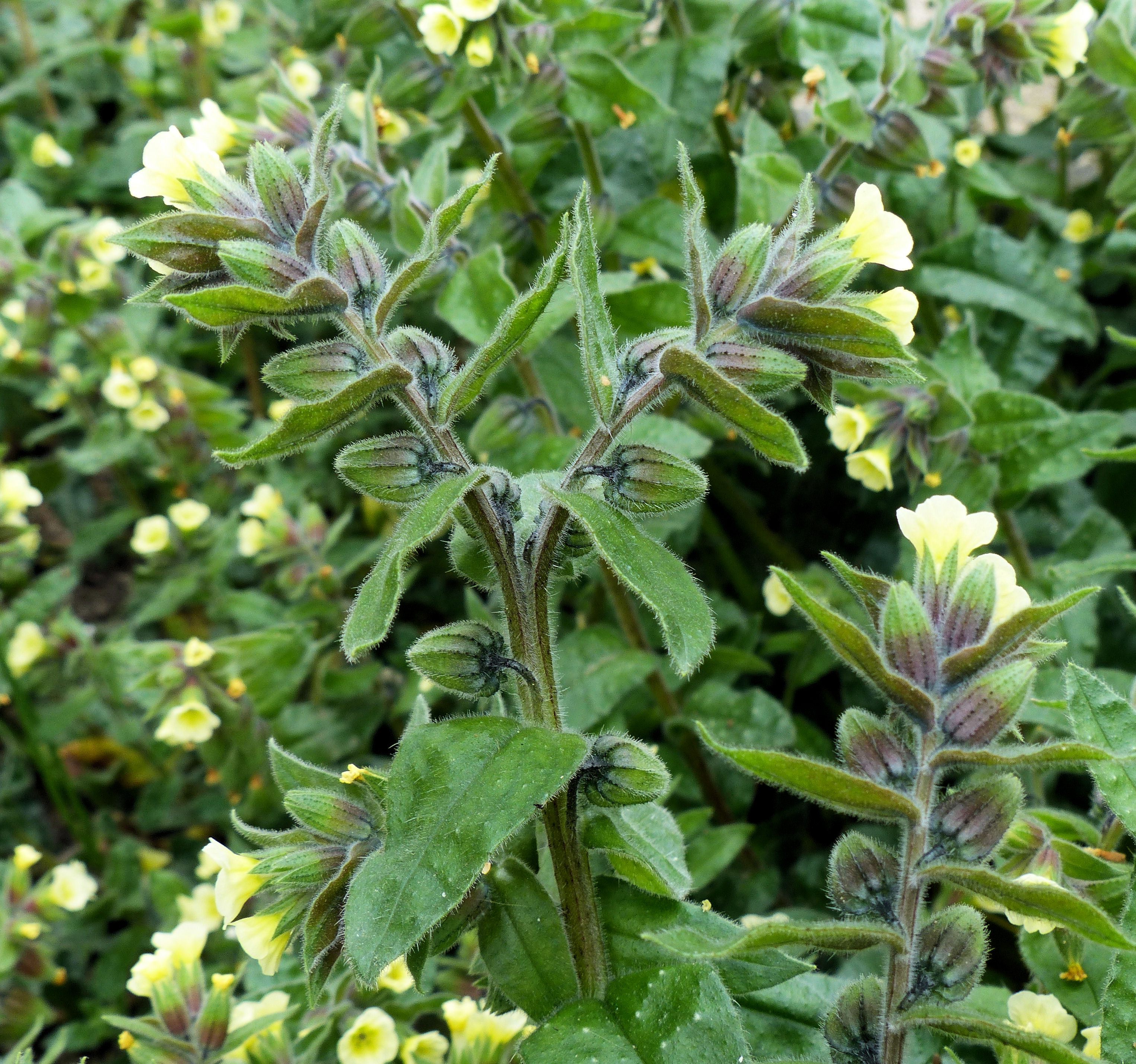
Blütenstand

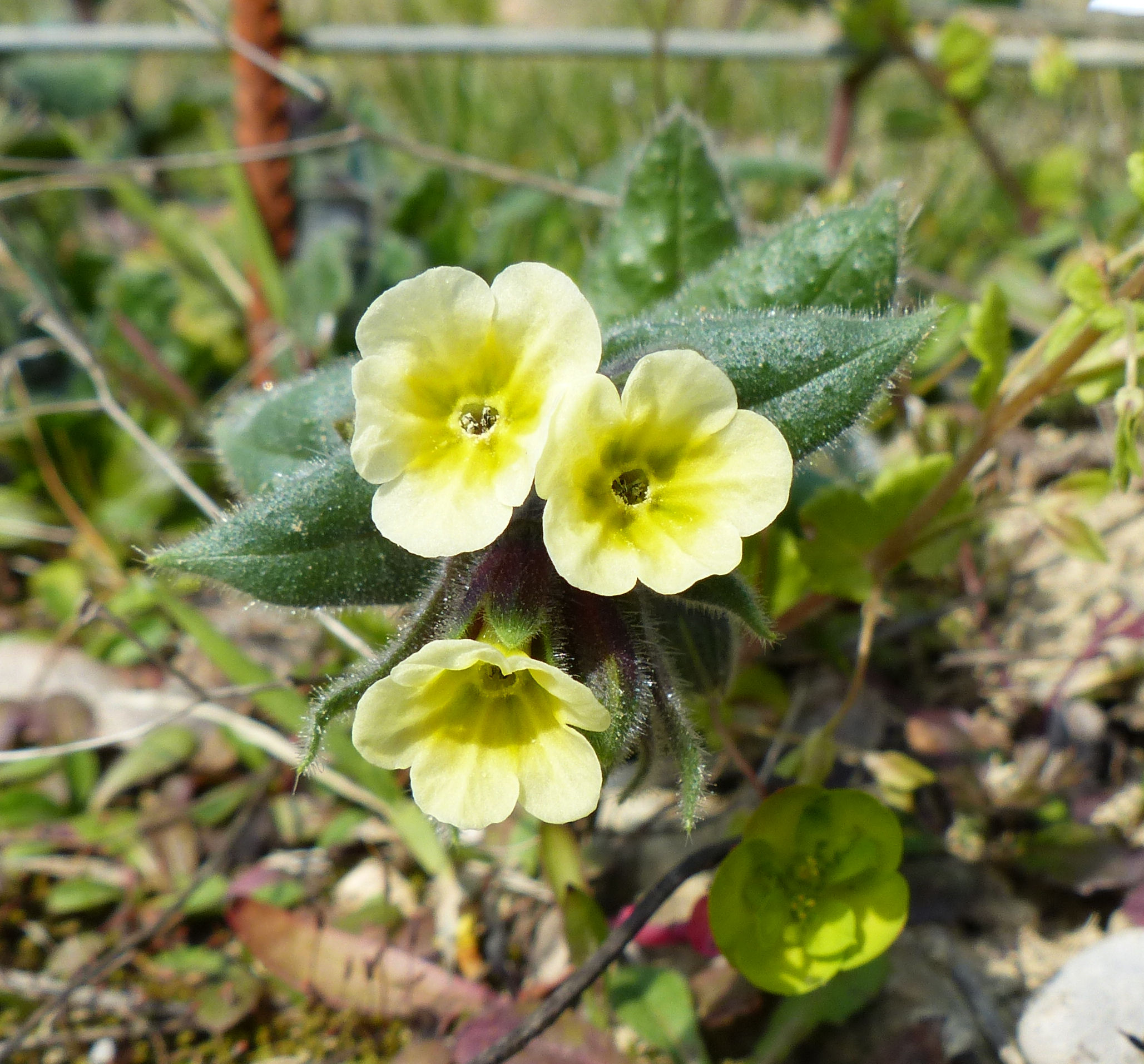
Blüten

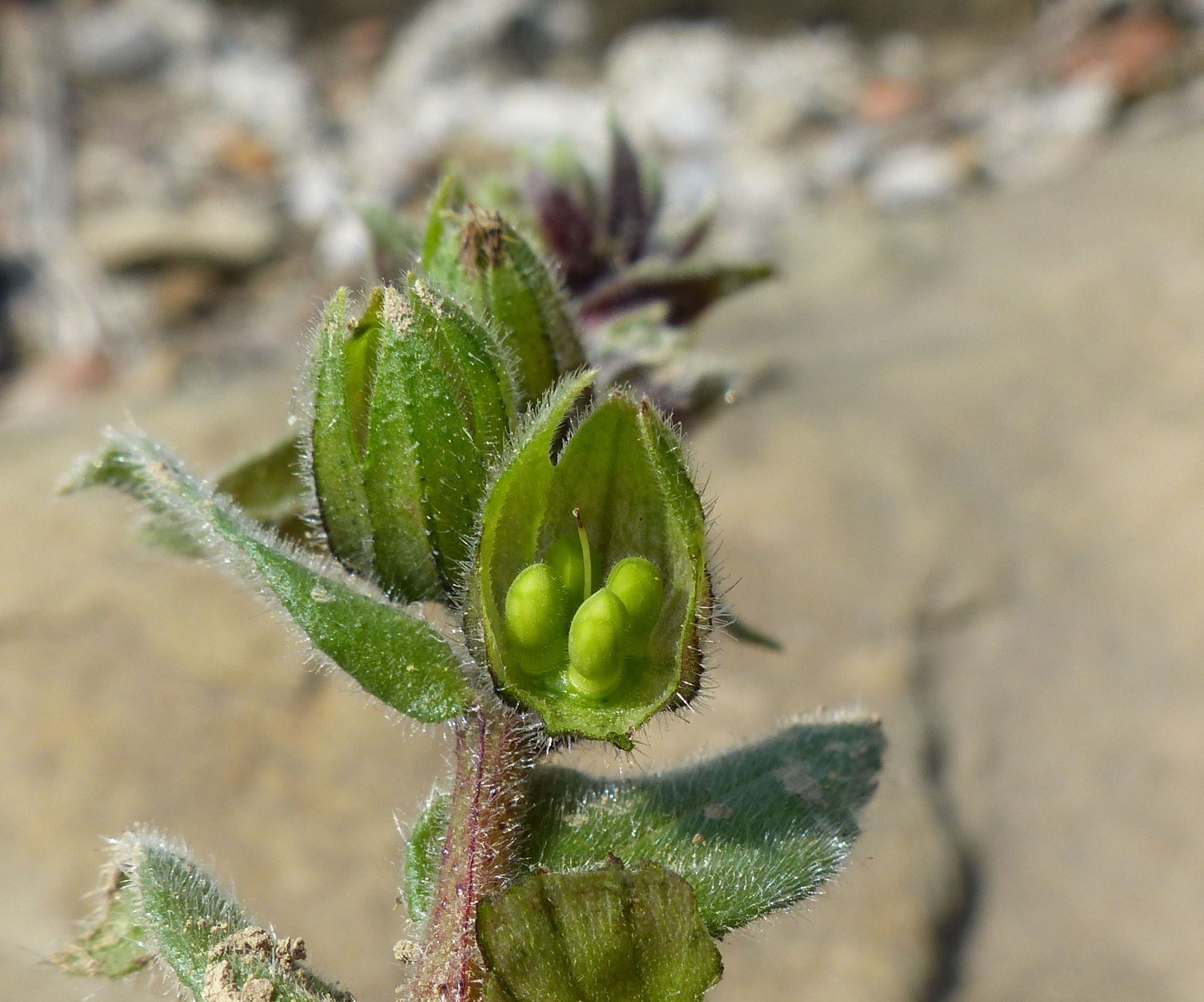
Kelch mit jungen Früchten

### Vegetative Merkmale
Nonea lutea ist eine einjährige, krautige Pflanze, die Wuchshöhen von 30 bis 60 Zentimetern erreicht. Die oberirdischen Pflanzenteile sind flaumig, drüsig und borstig behaart.
Die einfache Blattspreite ist bei einer Länge von bis zu 7 Zentimeter eiförmig bis eiförmig-lanzettlich mit spitzem oberen Ende, sie ist meist ganzrandig. Die unteren Laubblätter sind stielartige verschmälert, die oberen sind sitzend.

### Generative Merkmale
Die Blütezeit reicht von April bis Juni, selten bis November. Die gestielten Blüten stehen in einfachen, zur Fruchtzeit stark verlängerten, beblätterten Wickeln.
Die zwittrige Blüte ist fünfzählig mit doppelter Blütenhülle. Der etwa bis zur Mitte geteilte Kelch mit schmal-dreieckigen Zipfeln ist grün-purpurfarben. Er ist glockig und zur Blütezeit 6 bis 7, zur Fruchtzeit 11 bis 17 Millimeter lang. Die gelbe Krone ist verwachsen mit kürzeren, abgerundeten und leicht ausladenden Lappen sowie haarigen Schlundschuppen am fein behaarten Schlund. Die kurzen Staubblätter sind in die Kronröhre eingeschlossen. Der Fruchtknoten ist oberständig mit knapp eingeschlossenem Griffel und die Narbe ist zweilappig.
Es werden kleine Klausenfrüchte gebildet. Die fein behaarten und rippigen Klausen mit basalem Kragen sind bis 3,5 bis 6 Millimeter lang und ellipsoidisch.

## Ökologie
Bei Nonea lutea handelt es sich um einen Therophyten.

## Vorkommen
Nonea lutea kommt im Iran, in der Türkei, im Transkaukasus bis nach Russland und in der Ukraine sowie im Altai vor. Sie gilt in einigen europäischen Ländern als Neophyt. In Deutschland ist sie als in Ausbreitung befindlich/sich etablierend eingestuft. Ausgangspunkte für die teils invasive Ausbreitung von Nonea lutea scheinen insbesondere Botanische Gärten zu sein. Nachgewiesene Fundorte in Deutschland gibt es z. B. in Halle und Gatersleben. Die Art steigt in Mitteleuropa im Lürlibad bei Windeck oberhalb Chur bis 600 Meter Meereshöhe auf.
Typische Standorte sind in Deutschland neben Gärten, in denen das Gelbe Mönchskraut als Zierpflanze anzutreffen ist, Steinbrüche, Kiesgruben und Parks, aber auch Weg- und Straßenränder. Es scheint in seiner Rolle als Neophyt zunächst unbedenklich, da es v. a. ruderale (d. h. häufig gestörte) Standorte besiedelt, denen i. d. R. keine besondere Wertigkeit zugeschrieben wird. Von dort aus kann es offenbar aber auch auf andere Standorte übergreifen.
Die ökologischen Zeigerwerte nach Landolt et al. 2010 sind in der Schweiz: Feuchtezahl F = 2 (mäßig trocken), Lichtzahl L = 4 (hell), Reaktionszahl R = 3 (schwach sauer bis neutral), Temperaturzahl T = 5 (sehr warm-kollin), Nährstoffzahl N = 3 (mäßig nährstoffarm bis mäßig nährstoffreich), Kontinentalitätszahl K = 3 (subozeanisch bis subkontinental).